# Peace Sells… but Who’s Buying?
A Peace Sells… but Who’s Buying? a Megadeth nevű amerikai thrash metal együttes második nagylemeze, amely 1986 novemberében jelent meg. Eredetileg a Combat Records számára készült el az album, de a Capitol Records megvásárolta a kiadási jogokat, szerződtette a zenekart, és újrakevertette a lemezanyagot még a kiadás előtt. Ezen a lemezen szerepelt utoljára a Megadethben Gar Samuelson dobos, illetve a 2004-es The System Has Failed albumon történő visszatéréséig Chris Poland szólógitáros is. 2004-ben bónuszdalokkal, és remixelve, remasterelve adták ki újra a lemezt. 2011-ben egy újabb átdolgozást kapott, ami jelentősen javított a hangzáson.
A Peace Sells… But Who’s Buying? lemezt 2017-ben a Rolling Stone magazin Minden idők 100 legjobb metalalbuma listáján a 8. helyre rangsorolta. Az album szerepel az 1001 lemez, amit hallanod kell, mielőtt meghalsz című könyvben.

## Történet
A Megadeth második albumának felvételei Dave Mustaine gitáros/énekes és Randy Burns producer/hangmérnök irányításával zajlottak a Los Angeles-i The Music Grinder stúdióban 1986. február 15-től március 20-ig. Az album eredetileg az első Megadeth-nagylemezt is kiadó Combat Records számára készült, de a lemezfelvétel után (és még a megjelenés előtt) a Capitol Records leszerződtette a zenekart, továbbá megvásárolta a Peace Sells… But Who’s Buying? kiadási jogait. Paul Lani a Capitol felkérésére újrakeverte a lemezt, ami végül novemberben jelent meg. Az eredeti Randy Burns mix alapján készült bakelit próbanyomatok a legértékesebb Megadeth-ritkaságok közé tartoznak.
A lemez címét Dave Mustaine egy Reader's Digest cikk címéből vette: "Peace Would Sell But No One Would Buy It" (magyarul: Ha a béke eladó lenne, senki nem venné meg). A lemez egyike volt azon első albumoknak, amelyre felkerült az "erkölcstelen" dalszövegek ellen fellépő, amerikai Parents Music Resource Center (PMRC) nevű szervezet által kitalált figyelmeztetés: "Explicit Lyrics - Parental Advisory" (magyarul: szókimondó szövegek, szülői felügyelettel). A szervezetről a következő lemezre egy dalt is írt a zenekar.
Az albumon hallható Willie Dixon bluesénekes I Ain't Superstitious című dalának feldolgozása, amit eredetileg Howlin' Wolf rögzített lemezre 1961-ben, és aminek legismertebb feldolgozását Jeff Beck követte el 1967-ben.

## Borító
Az Ed Repka által készített borító egy ironikus állásfoglalás a hidegháborúról. A narancsvörös színű égbolt alatt az ENSZ központi épülete látható egy nukleáris csapást követően. A kép előterében a zenekar megtestesítője, Vic Rattlehead támaszkodik egy táblára, amin az áll: "Eladó", arra utalva, hogy az ENSZ megvehető. A lemezborító és a cím is azt sugallja, hogy bár népszerű téma a béke, de mára egyfajta fogyasztási cikké is vált.

## Fogadtatása
Az album 1986 novemberében jelent meg. Steve Huey, az AllMusic kritikusa szerint a lemez egy korai thrash metal klasszikus, ami „a punkos politikai tudatosság és egy sötét, fenyegető, tipikus heavy metal világnézet kombinációja”. Az album a 76. helyig jutott a Billboard 200-as lemezeladási listáján. Megjelenése után két évvel, 1988 novemberében érte el az aranylemez státuszt az USA-ban, majd újabb négy évvel később egymillió eladott példány után 1992-ben platinalemez lett. A címadó dalhoz Robert Longo rendezésében készült videóklip. Kislemezen a Wake Up Dead című daluk jelent meg, ami Angliában a 65. helyre került a slágerlistán. Ehhez Penelope Spheeris rendezett klipet.
A lemezbemutató turnén először a Motörhead majd Alice Cooper előzenekara voltak. A koncerteken egyre inkább megmutatkozott a törés a zenekaron belül a két Dave és Samuelson illetve Poland között. A londoni Hammersmith Odeonban főzenekarként adott koncertjük ékes bizonyítéka volt annak, hogy a Megadeth zsenialitása és a káosz között papírvékony a határvonal. Az észak-amerikai turné zárása után Gar Samuelson dobost személyi ellentétek miatt kirúgták az együttesből. Poland tovább maradt, de a harmadik album felvételeinek megkezdésekor tőle is megváltak.

## Utóélete
A Peace Sells című dalt a VH1 zenecsatorna a 11. helyre sorolta a "40 legnagyobb metaldal" listáján 2006-ban, A dal jellegzetes basszusszólama éveken keresztül volt a Music Television hírműsorának szignálja. A dal hallható a Grand Theft Auto: Vice City, az EA Sports NHL10, a True Crime: Streets of LA és a Rock Band 2 videojátékokban. Az album többi része letölthető extraként volt hozzáférhető 2008. szeptember 16-ától a Rock Band sorozathoz.
A Wake Up Dead és a Peace Sells a mai napig állandó szereplői a Megadeth koncertprogramjának.

## Az album dalai
Az összes szám szerzője Dave Mustaine, kivéve a jelzett helyeken. 
| 1. | Wake Up Dead                                         | 3:37 |
| 2. | The Conjuring                                        | 5:02 |
| 3. | Peace Sells                                          | 4:02 |
| 4. | Devil's Island                                       | 5:05 |
| 5. | Good Mourning/Black Friday                           | 6:40 |
| 6. | Bad Omen                                             | 4:03 |
| 7. | I Ain't Superstitious (zene és szöveg: Willie Dixon) | 2:45 |
| 8. | My Last Words                                        | 4:55 |

| 9.  | Wake Up Dead (Randy Burns mix)               | 3:40 |
| 10. | The Conjuring (Randy Burns mix)              | 5:02 |
| 11. | Peace Sells (Randy Burns mix)                | 4:00 |
| 12. | Good Mourning/Black Friday (Randy Burns mix) | 6:40 |

## Közreműködők
- Dave Mustaine – ének, szóló- és ritmusgitár
- Chris Poland – ritmus- és szólógitár
- Dave Ellefson – basszusgitár, háttérvokál
- Gar Samuelson – dobok

## Fordítás
Ez a szócikk részben vagy egészben  a   Peace Sells... but Who's Buying? című angol Wikipédia-szócikk fordításán alapul.  Az eredeti cikk szerkesztőit annak laptörténete sorolja fel. Ez a jelzés csupán a megfogalmazás eredetét és a szerzői jogokat jelzi, nem szolgál a cikkben szereplő információk forrásmegjelöléseként.